# Francouzova milenka
Francouzova milenka (anglicky The French Lieutenant's Woman) je pravděpodobně nejznámější román britského spisovatele Johna Fowlese.
Milostný a psychologický román zobrazující příběh lásky anglického vědecky založeného gentlemana Charlese Smithsona a Sarah Woodruffové, ženy o níž se tvrdí, že byla milenkou francouzského poručíka, k níž je však muž osudově přitahován.

## Filmová adaptace
Filmová adaptace Francouzova milenka je britské romantické drama z roku 1981 nominované na pět Oscarů za herečku v hlavní roli (Meryl Streepová), výpravu, kostýmy, střih a scénář. V hlavních rolích Meryl Streepová, Jeremy Irons.